# مراحل التجارب السريرية
مراحل التجارب السريرية هي الخطوات التي يقوم فيها العلماء بإجراء تجارب مع تدخل صحي في محاولة للحصول على دليل كافٍ حول عمليةٍ أو عقارٍ يمكن أن تكون مفيدة كعلاج طبي. في حالة الدراسة الصيدلانية تبدأ المراحل بتصميم الدواء واكتشاف الدواء ثم تجرى تجربته أولا على الحيوان، فإن كانت التجربة ناجحة تبدأ المرحلة السريرية عبر اختبار الأمان على أفراد معدودين من البشر ثم توسيع الاختبارات على عدد كبير من المشاركين لتحديد ما إذا كان العلاج فعالا.

## ملخص
| ملخص لمراحل تجربة سريرية | ملخص لمراحل تجربة سريرية                                                               | ملخص لمراحل تجربة سريرية                         | ملخص لمراحل تجربة سريرية | ملخص لمراحل تجربة سريرية                                | ملخص لمراحل تجربة سريرية | ملخص لمراحل تجربة سريرية                                                                   |
| المرحلة                  | الهدف الرئيسي                                                                          | الجرعة                                           | مراقب المريض             | العدد النموذجي للمشاركين                                | معدل النجاح              | ملاحظات                                                                                    |
| ------------------------ | -------------------------------------------------------------------------------------- | ------------------------------------------------ | ------------------------ | ------------------------------------------------------- | ------------------------ | ------------------------------------------------------------------------------------------ |
| قبل سريرية               | اختبار العقار على أفراد غير بشرية لجمع معلومات حول الفعالية، السمية والحركية الدوائية. | غير مقيدة                                        | باحث علمي                | لا يوجد (حيث تتم دراسات مخبرية على الحيوانات فقط)       |                          |                                                                                            |
| المرحلة 0                | الحركية الدوائية وبشكل خاص التوافر الحيوي الفموي وعمر النصف للدواء.                    | صغيرة جدا، أقل من الجرعة العلاجية                | باحث سريري               | 10 أفراد                                                |                          | غالبا يتم تجاوز هذه المرحلة إلى المرحلة 1 مباشرة                                           |
| المرحلة 1                | اختبار الدواء على متطوعين أصحاء، فيها يتم اختبار عدة جرعات (تحديد الجرعة)              | عادة أقل من الجرعة العلاجية لكن مع جرعات متصاعدة | باحث سريري               | 20–100 متطوع عادي طبيعي (بالنسبة للسرطان، مرضى السرطان) | حوالي 70%                | لتحديد أن العقار آمن لفحص فعاليته                                                          |
| المرحلة 2                | اختبار العقار على المرضى لتقييم الفعالية والآثار الجانبية                              | جرعة علاجية                                      | باحث سريري               | 100–300 مريض مصابين بأمراض محددة                        | حوالي 33%                | تحديد ما إذا كان العقار فعالا، في هذه المرحلة لا يفترض إطلاقا أن للعقار أيّ تأثيرات علاجية. |
| المرحلة 3                | اختبار العقار على المرضى لتقييم الفعالية، النجاعة والأمان                              | جرعة علاجية                                      | باحث سريري وطبيب شخصي    | 300–3,000 مريض مصابين بأمراض محددة                      | 25–30%                   | تحديد فعالية العقار العلاجية، في هذه المرحلة يُفترض أن للعقار بعض التأثير                   |
| المرحلة 4                | مراقبة ما بعد التسويق – مراقبة استخدام العقار لدى العامة                               | جرعة علاجية                                      | طبيب شخصي                | أي فرد يسعى إلى المعالجة عند طبيبه الشخصي               |                          | مراقبة تأثيرات العقار طويلة الأمد                                                          |

## المرحلة ما قبل السريرية
قبل إجراء التجارب السريرية لعقار أو لقاح أو جهاز طبي أو اختبار تشخيصي مرشح، يختبر المنتج المرشح على نطاق واسع من الدراسات قبل السريرية. تتضمن هذه الدراسات تجارب في المختبر (أنبوب اختبار أو مزرعة خلوية) وتجارب في الجسم الحي (نموذج حيواني) باستخدام جرعات واسعة النطاق من عامل الدراسة للحصول على الفعالية الأولية والسمية والمعلومات الحركية الدوائية. تساعد مثل هذه الاختبارات المطور على تحديد ما إذا كان العقار المرشح له ميزة علمية لمزيد من التطوير كعقار جديد قيد البحث.

## المرحلة 0
المرحلة 0 هي تسمية حديثة للتجارب الاستكشافية الاختيارية التي أجريت وفقًا لإرشادات إدارة الغذاء والدواء الأمريكية (FDA) لعام 2006 حول دراسات الأدوية الجديدة الاستكشافية (IND). تُعرف تجارب المرحلة 0 أيضًا باسم دراسات الجرعات الدقيقة البشرية وهي مصممة من أجل تسريع تطوير الأدوية أو عوامل التصوير الواعدة من خلال تحديد ما إذا كان الدواء أو العامل يعمل في جسم البشر مثلما كان متوقعًا من الدراسات قبل السريرية. تشمل السمات المميزة لتجارب المرحلة 0 إعطاء جرعات علاجية فرعية واحدة من عقار الدراسة لعدد صغير من الأشخاص (10 إلى 15) لجمع البيانات الأولية عن الحرائك الدوائية للعامل (ما يفعله الجسم بالأدوية).
لا تعطي دراسة المرحلة 0 أي بيانات عن السلامة أو الفعالية، فهي بحكم التعريف جرعة منخفضة جدًا بحيث لا تسبب أي تأثير علاجي. تجري شركات تطوير الأدوية دراسات المرحلة 0 لتصنيف الأدوية المرشحة من أجل تحديد أيها يحتوي على أفضل مؤشرات الحركية الدوائية في البشر للمضي قدمًا في مزيد من التطوير. تمكن هذه التجارب قرارات إكمال التجارب/عدم إكمالها إلى أن تستند إلى نماذج بشرية ذات صلة بدلًا من الاعتماد على بيانات حيوانية غير متسقة في بعض الأحيان.

## المرحلة الأولى
أشير سابقًا إلى تجارب المرحلة الأولى على أنها دراسات أولية على الإنسان (first-in-man studies) ولكن المجال انتقل عمومًا إلى عبارة اللغة المحايدة جنسانيًا (الأولى في البشر)، أو بالإنجليزي: (first-in-humans) في التسعينيات؛ هذه التجارب هي المرحلة الأولى من الاختبار في البشر. وهي مصممة لاختبار الأمان والآثار الجانبية وأفضل جرعة وطريقة صياغة الدواء. تجارب المرحلة الأولى ليست عشوائية، وبالتالي فهي عرضة للتحيز في الاختيار.
عادة، تجند مجموعة صغيرة من 20-100 متطوع سليم. غالبًا ما تجرى هذه التجارب في عيادة التجارب السريرية، حيث يمكن ملاحظة الموضوع من قبل طاقم العمل بدوام كامل. غالبًا ما تشغل عيادات التجارب السريرية هذه من قبل منظمة الأبحاث التعاقدية (CRO) التي تجري هذه الدراسات نيابة عن شركات الأدوية أو غيرهم من الباحثين. عادة ما يفحص الشخص الذي يتلقى الدواء حتى انقضاء عدة أنصاف عمر للدواء. صممت هذه المرحلة لتقييم السلامة (التيقظ الدوائي)، والتحمل، والحركية الدوائية، وديناميكيات الدواء. تتضمن تجارب المرحلة الأولى عادةً تحديد نطاق الجرعة، وتسمى أيضًا دراسات تصعيد الجرعة، بحيث يمكن العثور على أفضل جرعة وأكثرها أمانًا واكتشاف النقطة التي يكون فيها المركب سامًا للغاية بحيث لا يمكن إعطاؤه. عادة ما يكون نطاق الجرعات المختبرة جزءًا صغيرًا من الجرعة التي تسببت في ضرر في التجارب على الحيوانات. غالبًا ما تشمل تجارب المرحلة الأولى متطوعين أصحاء. ومع ذلك، هناك بعض الظروف التي يستخدم فيها المرضى السريريين، مثل المرضى الذين يعانون من سرطان عضال أو فيروس نقص المناعة البشرية، ومن المرجح أن يتسبب العلاج في إصابة الأفراد الأصحاء بالمرض. تُجرى هذه الدراسات عادةً في عيادات تخضع لرقابة مشددة تسمى وحدات المعالجة المركزية (الوحدات الدوائية المركزية)، حيث يتلقى المشاركون عناية طبية وإشرافًا على مدار 24 ساعة. بالإضافة إلى الأفراد غير الصحيين المذكورين سابقًا، يمكن للمرضى الذين حاولوا بالفعل وفشلوا في تحسين العلاجات القياسية الحالية أيضًا المشاركة في تجارب المرحلة الأولى. يحصل المتطوعون على رسوم متغيرة للإزعاج مقابل الوقت الذي يقضونه في مركز المتطوعين.
قبل البدء في تجربة المرحلة الأولى، يجب على الجهة المسؤولة تقديم طلب عقار جديد تحقيقي إلى إدارة الغذاء والدواء الأمريكية توضح بالتفصيل البيانات الأولية للعقار المجموعة من النماذج الخلوية والدراسات على الحيوانات.
يمكن تقسيم تجارب المرحلة الأولى بشكل أكبر:
الجرعة التصاعدية الواحدة (المرحلة الأولى أ)
في دراسات الجرعة التصاعدية الواحدة، تعطى مجموعات صغيرة من الأشخاص جرعة واحدة من الدواء أثناء ملاحظتهم واختبارهم لفترة من الوقت لتأكيد السلامة. عادة، يدخل عدد صغير من المشاركين -عادة ثلاثة- بالتتابع بجرعة معينة. إذا لم تظهر عليهم أي آثار جانبية ضارة، وكانت بيانات الحرائك الدوائية متوافقة تقريبًا مع القيم الآمنة المتوقعة، ترفع (تصعد) الجرعة، ثم يعطى مجموعة جديدة من الأشخاص جرعة أعلى. إذا لوحظت سمية غير مقبولة في أي من المشاركين الثلاثة، يعالج عدد إضافي من المشاركين -عادة ثلاثة- بنفس الجرعة. يستمر هذا حتى يتم الوصول إلى مستويات أمان الحرائك الدوائية المحسوبة مسبقًا، أو تبدأ الآثار الجانبية التي غير المقبولة في الظهور، عند هذه النقطة يقال أن الدواء قد وصل إلى الحد الأقصى للجرعة المسموح بها (MTD). إذا لوحظت سمية إضافية غير مقبولة، عندئذٍ ينهى تصعيد الجرعة ويعلن عن تلك الجرعة، أو ربما الجرعة السابقة لها، على أنها أقصى جرعة يمكن تحملها. يفترض هذا التصميم الخاص أن الحد الأقصى للجرعة المسموح بها يحدث عندما يعاني ثلث المشاركين تقريبًا من سمية غير مقبولة. توجد اختلافات في هذا التصميم، لكن معظمها متشابه.
الجرعات التصاعدية المتعددة (المرحلة Ib)
تبحث دراسات الجرعات التصاعدية المتعددة في الحرائك الدوائية والديناميكيات الدوائية للجرعات المتعددة من الدواء، مع النظر في السلامة والتحمل. في هذه الدراسات، تتلقى مجموعة من المرضى جرعات منخفضة متعددة من الدواء، بينما تجمع عينات (من الدم والسوائل الأخرى) في نقاط زمنية مختلفة وتحليلها للحصول على معلومات حول كيفية معالجة الدواء داخل الجسم. ترفع الجرعة بعد ذلك لمجموعات أخرى، حتى مستوى محدد مسبقًا.
تأثير الغذاء
تجربة قصيرة مصممة للتحقيق في أي اختلافات في امتصاص الجسم للدواء، ناتجة عن تناول الطعام قبل إعطاء الدواء. عادة ما تجرى هذه الدراسات كدراسة متقاطعة، حيث يعطى المتطوعون جرعتين متطابقتين من الدواء أثناء الصيام، وبعد إطعامهم.

## المرحلة الثانية
بعد التحقق من المرحلة الأولى يتم اختبار الدواء على مجموعة أوسع من 20 إلى 300 شخصا.

## المرحلة الثالثة
في هذه المرحلة يتم اختيار الدواء بطريقة عشوائية ومراقبة على مجموعة أكبر من كثير من المراحل السابقة ما مبين 300 إلى 3000 شخصا، وقد تؤدى هذه المرحلة في عدة مراكز مختلفة لأعطاء صورة توضيحية بشكل أفضل للمادة الدوائية .

## المرحلة الرابعة
وتعرف عادة بمرحلة ما بعد التسويق أو مرحلة التوعية أو الرقابة الدوائية وقد يسحب الدواء حتى ولو إن تم تسويقه في السوق في حالة تسجيل حالات خطيرة من الأعراض الجانبية أو الوفاة.

## اقرأ أيضا
- مركز مراقبة أوبسالا
- تحديد الجرعة

```
*
مراقبة ما بعد التسويق
```

- مركز مراقبة أوبسالا